# Brownleeite
La brownleeite, ainsi nommée en l'honneur de l'astronome Donald E. Brownlee, est un minéral de formule chimique MnSi. C'est l'un des deux siliciures de manganèse connus à l'état naturel.
Ce minéral est inconnu sur Terre. Il a été découvert pour la première fois dans de la poussière issue de la queue de la comète 26P/Grigg-Skjellerup, dont l’orbite a traversé la stratosphère de la Terre en avril 2003. Un avion stratosphérique américain a permis d'en récupérer quelques poussières en avril 2003. Il s'agit ainsi du premier minéral d'abord identifié à partir d'une comète.